# Peter Christen Asbjørnsen

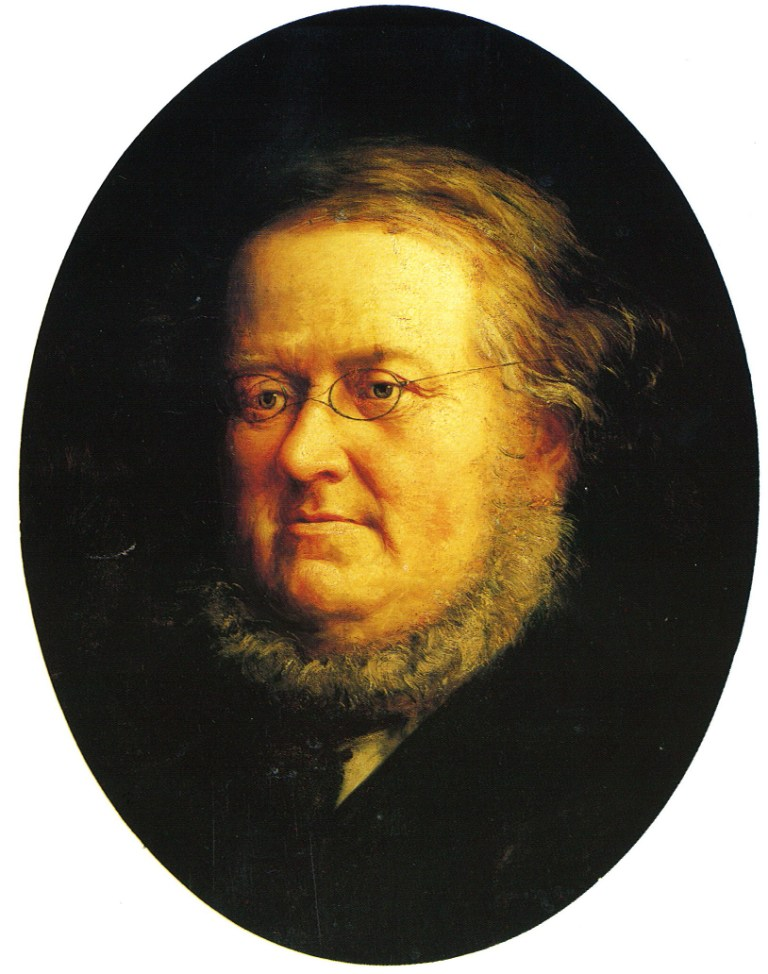
Peter Christen Asbjørnsen

Peter Christen Asbjørnsen (Kristiania, 15 januari 1812 – aldaar, 6 januari 1885) was een Noors schrijver en verzamelaar van sprookjes en volksverhalen. Veel van deze sprookjes en volksverhalen zou hij uitgeven in samenwerking met zijn vriend Jørgen Moe, met wie hij meestal in een adem wordt genoemd.

## Leven en werk
Asbjørnsen studeerde zoölogie aan de Universiteit van Oslo en zou later in zijn leven als zodanig ook meerdere onderzoeksreizen langs de Noorse kust maken. Reeds op zijn twintigste begin hij met het verzamelen van sprookjes en volksverhalen, waarbij hij eveneens lange reizen door zijn land maakte, veelal te voet.
Het meest bekend werd Asbjørnsen in zijn samen met Moe tussen 1841 en 1843 uitgegeven Norske folkeeventyr (noorse volksverhalen), een verzameling van 53 sprookjes in de geest van de gebroeders Grimm. Bijna alle heden ten dage bekende Noorse sprookjes komen er in voor, waaronder De drie geiten en Waarom is de zee zout?. Een typerend aspect in veel van deze sprookjes is te vinden in de figuur van Askelad, de geminachte derde zoon die er telkens weer in slaagt een heldendaad te verrichten om zo prinsessen of een vermogen te winnen. Verder figureren er veelvuldig trollen in de verhalen, die doorgaans fungeren als karikaturen van mensen. In 1845 zou Asbjørnsen ook een eerste versie van 'Peer Gynt' schrijven, waarop Henrik Ibsen zijn bekende toneelstuk zou baseren.
Kenmerkend voor de sprookjes en volksverhalen van Asbjørnsen en ook Moe is dat ze deze niet publiceerden in hun ruwe vorm, maar nadrukkelijk herschreven. Hun werk is te plaatsen in een romantische traditie, maar kenmerkt door een opvallend realistische schrijfstijl. Asbjørnsen zowel als Moe ijverden in taalkundig opzicht bovendien voor het opnemen van Noorse woorden en vormen in de toentertijd op het Deens gebaseerde schrijftaal om er geleidelijk echt Noors van te maken, waarmee ze bijdroegen aan het ontstaan van het Riksmål.
Het portret van Asbjørnsen siert het Noorse vijftigkronenbiljet. Hij overleed in 1885, bijna 73 jaar oud.

## Noorse kroon
Op een briefje van 50 Noorse kroon (NOK) staat Peter Christen afgebeeld. De briefjes zijn groen van kleur en zijn sinds 20 januari 1997 in omloop.

## Belangrijkste uitgaven
- Norske Folkeeventyr (1841–1844), samen met Jørgen Moe
- Norske Huldreeventyr og Folkesagn (1845–1848)